# Xero Sampler Tape
Xero is een demoalbum van de rockgroep Xero, de groep die nu Linkin Park heet. Het album heeft Mark Wakefield als leadzanger. Het verkreeg weinig interesse van de platenlabels en Wakefield verliet Xero om manager te worden bij Taproot. Chester Bennington vulde zijn plek in en de band veranderde de naam naar Hybrid Theory en bracht opnieuw een zelfgetitelde ep uit. Omdat de Britse elektronica act Hybrid de band vanwege de naam dreigde aan te klagen, werd de naam weer gewijzigd in Linkin Park.

## Achtergrondinformatie
Mike Shinoda, Brad Delson en Rob Bourdon leerden elkaar kennen in hun middelbareschoolperiode. Nadat ze afgestudeerd waren, namen ze hun muzikale interesses serieuzer en vormden ze samen met Joe Hahn, Dave Farrell en Mark Wakefield de rapcoreband Xero. Ondanks het gebrek aan goede hulpmiddelen, begon de band in 1996 met het opnemen en het produceren van liedjes in Shinoda's slaapkamer. De spanningen en frustraties, veroorzaakt door het mislukken van het verkrijgen van een platencontract groeiden en leidden tot het vertrek van vocalist Wakefield. Farrell verliet eveneens de band voor een periode, vanwege tourverplichtingen met Tasty Snax.
Op 11 november 2009 werd bekend dat Stick and Move op LP Underground 9: Demos staat, een ep van de band's fanclub.

## Tracklist
1. "Fuse" - 03:18
2. "Reading My Eyes - 02:59
3. "Stick N' Move - 02:45
4. "Rhinestone" - 03:37

### Andere nummers
Mike Shinoda bevestigde in een chat dat Xero twee andere nummers heeft gemaakt. Esául, de eerste demo van A Place for My Head (op Hybrid Theory) en Pictureboard dat eenmalig in 2008 met Bennington is uitgevoerd. Ook The Untitled (het latere In the End), Superxero (By Myself), Plaster (One Step Closer) en Under Attack (Crawling).
Emily Armstrong · Chester Bennington · Rob Bourdon · Colin Brittain · Brad Delson 
Dave Farrell · Joe Hahn · Scott Koziol · Mike Shinoda · Mark Wakefield